# Hypena brunnea
Hypena brunnea är en fjärilsart som beskrevs av Tutt 1892. Hypena brunnea ingår i släktet Hypena och familjen nattflyn. Inga underarter finns listade i Catalogue of Life.